# Tomás Monje Gutiérrez

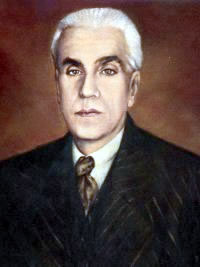
Gutierrez (um 1947)

Tomás Monje Gutiérrez (* 21. Dezember 1884 in Coroico; † 1. Juli 1959 in La Paz) war ein bolivianischer Politiker, Jurist und Richter am „Corte Superior de Justicia“. Vom 15. August 1946 bis zum 10. April 1947 war er der 41. Präsident Boliviens.

## Leben
Bereits in jungen Jahren stand Tomás Monje Gutiérrez an der Seite der sozialistischen Bewegung in Bolivien. Er studierte Jura und durchlief eine Karriere im Justizdienst bis zum Amt des Vorsitzenden des Obersten Gerichtshofes.
Zum Präsidenten wurde er von den Anführern des Putsches gegen Präsident Gualberto Villarroel López in seiner Eigenschaft als ranghöchster Richter des Landes bestimmt. Dies hätte an sich unmittelbar nach dem Sturz von Präsident Villarroel geschehen sollen. Doch konnte Monje krankheitsbedingt den Amtseid zunächst nicht ablegen, so dass dazu sein Stellvertreter am Gerichtshof, Néstor Guillén Olmos, herangezogen wurde, der 27 Tage Präsident blieb, bis Monje genesen war.
Präsident Monje trat sein Amt in einer schweren Wirtschaftskrise mit wachsender Verarmung eines Großteils der Bevölkerung an. Monje unterzeichnete eine 14-Punkte-Charta zum Erhalt aller sozialen Errungenschaften für die „einfachen Leute“ (gente humilde) und im Besonderen für die Arbeitnehmer. Außerdem ließ er die Verfassung ändern und – das war seine Hauptaufgabe als Interimspräsident – bereitete Neuwahlen vor. Danach übergab er sein Amt an den Wahlsieger Enrique Hertzog Garaizabal.